# Messeix
Messeix é uma comuna francesa na região administrativa de Auvérnia-Ródano-Alpes, no departamento Puy-de-Dôme. Estende-se por uma área de 39,59 km². Em 2010 a comuna tinha 1 088 habitantes (densidade: 27,5 hab./km²).